# Huetares

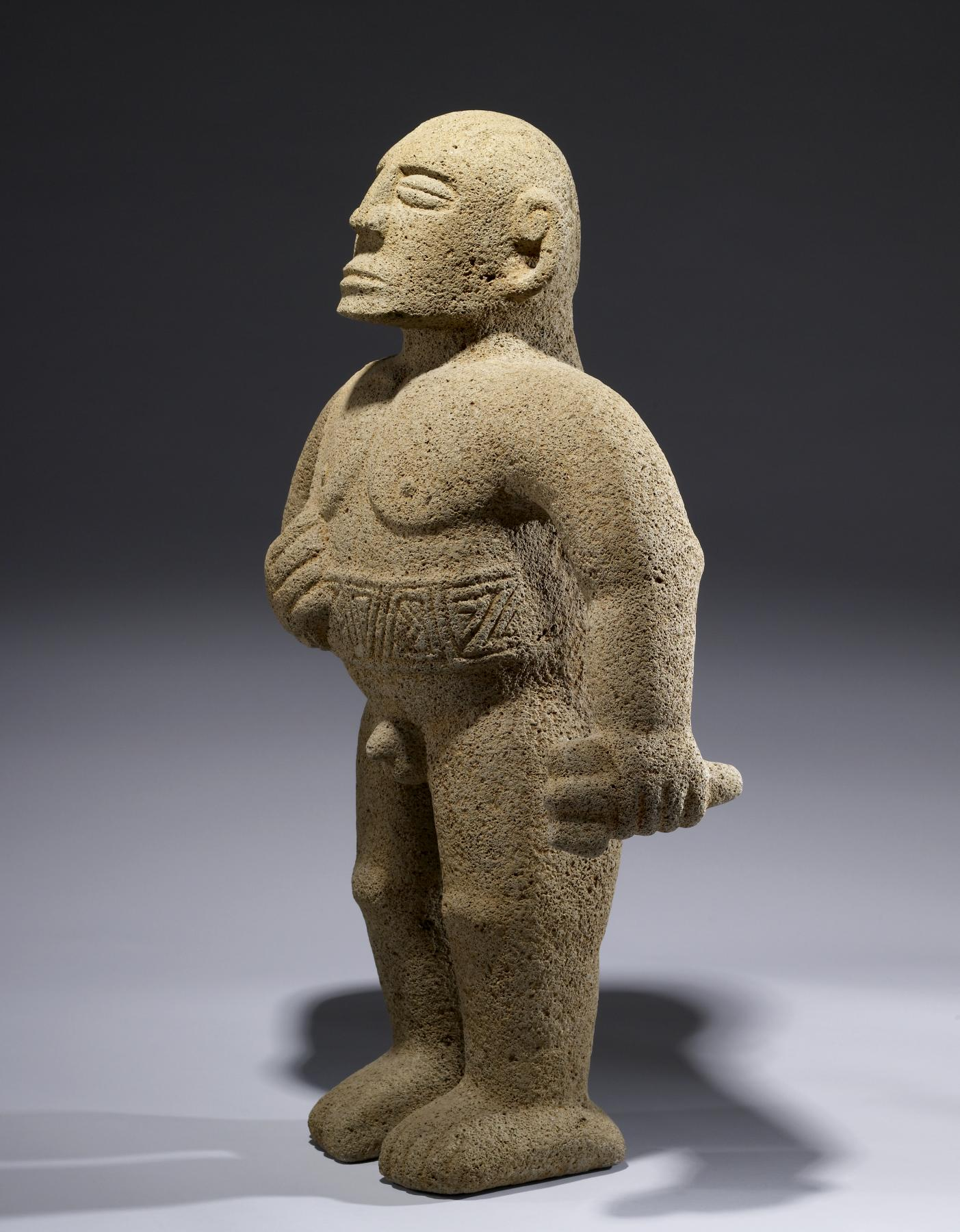
Huetares-beeld van een strijder

De Huetares is een volk uit Costa Rica. Het was een van de belangrijkste volkeren in de precolumbiaanse periode van het land. Een klein deel van de Huetares overleeft tot op heden in Costa Rica.
Hun oorsprong was vermoedelijk Caribe-Arawak: vanuit het Amazonegebied migreerden ze aanvankelijk naar de Antillen en vervolgens rond 800 na Christus naar de Caribische kust van Midden-Amerika.
De Huetares leefden in diverse dorpen met eigen stamhoofden en sjamanen. Ze leefden van de jacht, visserij en teelt van gewassen als yucca en pompoenachtige planten. Het leiderschap werd via de maternale bloedlijn doorgegeven. Strijders van beide seksen stonden in hoog aanzien en onderlinge oorlogen vonden regelmatig plaats. De hoofden van verslagen vijanden werden als oorlogstrofee bewaard. Ze hadden een zon- en maancultus en mensenoffers kwamen voor bij religieuze activiteiten. De Huetares waren bekwaam in steenbewerking, zoals het vervaardigen van sculpturen, beeldjes en altaren.
Na de Spaanse kolonisatie voerden de Huetares hevige gevechten met de Spanjaarden. Met name de weerstand van stamhoofd Garabito is goed bekend.